# Sunflower (файловый менеджер)
Sunflower — двухпанельный файловый менеджер для Linux и других UNIX-подобных операционных систем. Программа написана на языке программирования Python. Sunflower является свободным программным обеспечением и распространяется под лицензией GNU GPL.

## Функции
- Многовкладочный интерфейс.
- Встроенный эмулятор терминала.
- Настройка сочетаний клавиш.
- Drag-and-drop.
- Собственные плагины.

## Используемые программные компоненты
- Python — интерпретатор.
- PyGTK, Python-gnome — отрисовка графического интерфейса.
- VTE — виджет эмулятора терминала для GTK+.
- Python-notify — уведомления.